# Andreas Laer van Deventer
Andreas Laer van Deventer (* in Deventer/Niederlande; † 1502 in Bordesholm) war Klosterprobst des Bordesholmer Augustiner Chorherrenstifts. 
Er wurde um 1490 aus den Niederlanden nach Bordesholm beordert, infolge des Beitritts des Klosters Bordesholm zur Windesheimer Kongregation. Er war in Bordesholm Nachfolger von Johannes Reborch (Propst).